# Partito Liberale Imperiale
Il Partito Liberale Imperiale fu un partito liberale-conservatore che ebbe vita breve all'inizio dell'Impero tedesco. È esistito dal 1871 al 1874.

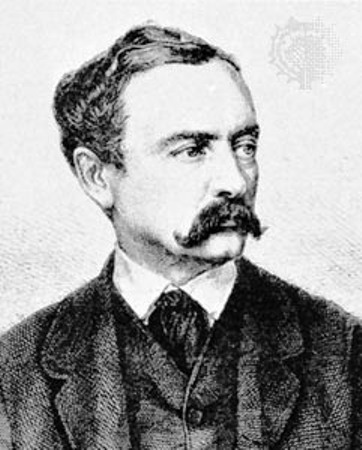
Presidente del gruppo Chlodwig zu Hohenlohe-Schillingsfürst

## Storia
Nel 1871 il gruppo parlamentare del partito liberale del Reich fu composto da trenta deputati del Reichstag. Era un residuo dei Primi Liberali e si collocava politicamente tra i National liberali e i Conservatori Liberali.
Il nome del partito previsto in origine, Partito del Reich tedesco, fu abbandonato perché i Liberali Conservatori rivendicarono per loro questo nome. Entrambi i partiti si schierarono con Otto von Bismarck. Tuttavia, il partito liberale del Reich chiedeva la libertà di stampa e di associazione. Domandò inoltre che venisse chiarito il rapporto tra Stato e Chiesa e sostenne la incipiente Kulturkampf. Nel 1873 sostenne il progetto della Lex Miquel-Lasker, che alla fine ha portato alla stesura del BGB. Al contrario, si opposero alle richieste dei liberali di sinistra e dei socialdemocratici per una parlamentarizzazione dell'impero.
Al partito mancò un'organizzazione regolare, infatti rimase un partito onorario. I membri della nobiltà ebbero un ruolo importante nel Reichstag. Di fatto costituivano quasi la metà del gruppo parlamentare. Gruppo composto, per circa la metà, da protestanti federalisti e l'altra metà da cattolici liberali. Il futuro cancelliere del Reich ed ex primo ministro bavarese Chlodwig zu Hohenlohe-Schillingsfürst fu il capogruppo. Quando divenne ambasciatore a Parigi nel 1874, si verificò una grave crisi per il partito e nelle elezioni del Reichstag del 1874 il partito riuscì ad eleggere solo tre deputati. Di questi due si unirono al Partito Liberale Conservatore e uno ai National Liberali. Con quest'atto finì il Partito Liberale Imperiale.